# Tzajalchén
Tzajalchén es una localidad del estado mexicano de Chiapas. Es parte del municipio de Tenejapa.

## Demografía
| Gráfica de evolución demográfica |
|                                  |

| Censo | Población |
| ----- | --------- |
| 1900  | 161       |
| 1910  | 225       |
| 1921  | 125       |
| 1930  | 82        |
| 1940  | 123       |
| 1950  | 217       |
| 1960  | 611       |
| 1970  | 877       |
| 1980  | 1 570     |
| 1990  | 2 235     |
| 2000  | 2 538     |
| 2010  | 2 276     |
| 2020  | 2 962     |